# 가비아
가비아(Gabia)는 대한민국의 클라우드 및 그룹웨어 솔루션 기업이다.
회사명 가비아는 '가벼움'을 의미하는 '가비아운'에서 유래했다.
주요 사업에는 클라우드 인프라 ‘g클라우드’, 클라우드 기반의 그룹웨어 ‘하이웍스’, ‘클라우드 매니지드 서비스’ 및 '도메인', '호스팅' 등이  있다.
2007년 케이아이엔엑스를 인수, 그외 (주)가비아씨엔에스, 놀명쉬명, 엑스게이트를 계열사로 가지고 있다.
서초 및 가산 IDC 센터에 이어 2008년 분당 IDC 센터를 개관하였다. 2012년 클라우드 인프라 서비스(IaaS)인 g클라우드를 오픈했다.
자체 클라우드 인프라 서비스인 'g클라우드'는 2016년 중소기업 최초로 클라우드 서비스 품질인증제 최고 레벨을 획득했으며, 2017년에는 클라우드 서비스 보안 인증을 획득했다.
2008년 중소기업 대상 그룹웨어 하이웍스 서비스를 출시한 이후 2012년 비즈니스 커뮤니케이션 보안을 위한 매니지드 메일 서비스를 출시했다. 하이웍스는 현재 10만여 고객사를 확보해 클라우드 그룹웨어 시장 점유율 1위이다.
IT 비즈니스 운영에 관해 100만 이상의 고객사 레퍼런스를 보유하고 있다.

## 주요 서비스

##### 클라우드
g클라우드는 가비아의 자체 기술 스택으로 개발한 IaaS형 클라우드다. 모든 내부 시스템의 HA 구성으로 안정성을 극대화했다. 품질보장제(SLA)를 통해 월 가용률 99.9%를 보장하고 있다. g클라우드는 한국클라우드산업협회의 '클라우드서비스확인제'와 '클라우드서비스품질인증제' 최고 레벨(Leve. 5)을 취득했으며, KISA의 '클라우드보안인증제'를 통과했다. 현재 KT, NBP와 나란히 공공 클라우드 시장에 진출해 있다.

##### 기업솔루션
클라우드 그룹웨어 하이웍스는 메일, 전자결재, 메신저, 일정관리, 게시판, 세금계산서를 비롯해 업무에 필요한 기능을 제공하는 통합 기업솔루션이다. 무료 그룹웨어 서비스가 있어 사내 메일과 전자결재를 비롯한 11가지 그룹웨어 기능을 무료로 이용할 수 있다. 2017년 4월 공개된 하이웍스 CF는 이상민이 출연해 큰 화제가 되었으며, 2020년에는 이적이 광고모델로 나서기도 했다.

#### 도메인
국내 도메인 등록 점유율 1위로, 85만 개 이상의 도메인을 보유하고 있다. 기업 도메인의 등록/연장과 브랜드 보호를 위한 서비스를 일반 도메인과 별도로 운영하고 있다.

##### 호스팅/IDC
개인/기업, OS, 업종에 따른 호스팅 서비스를 운영한다. 웹호스팅 외에도 웹에이전시 호스팅/워드프레스 호스팅/이미지 호스팅/동영상 호스팅 등을 서비스하고 있다.
서버호스팅, 코로케이션, 위탁운영 등 물리 서버 및 하이브리드 서버의 임대/구매 및 운영을 맡고 있다. IDC는 서초, 가산, 강남, 분당에 위치해있다.

##### 보안
자체 보안 브랜드인 가비아 시큐리티를 론칭하고 보안관제와 보안 컨설팅을 비롯한 기업 대상의 보안 서비스를 제공하고 있다.

## 연혁
- 1998년 3월 연세대학교 사회학과를 졸업한 김홍국 가비아 대표이사가 가비아넷을 설립, 웹호스팅 서비스 및 웹사이트 구축사업을 시작하였다.[9]
- 2005년 10월 코스닥 상장
- 2007년 케이아이엔엑스(KINX) 인수
- 2008년 지선소프트 인수
- 2016년 엑스게이트 인수
- 2024년 과천 지식정보타운 신사옥 이전